# Heckelphone
Le heckelphone est un instrument de musique à vent de la famille des bois, à anche double et de perce conique, inventé par Wilhelm Heckel en 1904.
Parfois confondu avec le hautbois baryton, c'est un instrument de la famille du hautbois, mais avec une perce plus large et possédant de ce fait un timbre plus sombre et pénétrant. 
Il est accordé une octave en dessous du hautbois et, avec un demi-ton supplémentaire, peut descendre jusqu'au la. Il a été conçu pour fournir un son de hautbois étendu au registre intermédiaire pour les majestueuses orchestrations du tournant du XXe siècle. À l'orchestre il est généralement utilisé comme basse du pupitre de hautbois faisant la liaison entre les hautbois et les bassons.
Il mesure approximativement 1,30 m et est relativement lourd. Aussi, doit-il reposer sur le sol, soutenu par une courte cheville en métal fixée au-dessous de son pavillon en forme de bulbe (appelé pavillon d'amour ou «Liebesfuß»). Il est joué avec une anche plus proche d'un roseau de basson que de hautbois, reliée au corps du haut par un bocal, selon le même principe que celui du cor anglais ou du hautbois d'amour.

## Répertoire
Le heckelphone a été utilisé pour la première fois en 1905 dans l'opéra Salomé de Richard Strauss. Par la suite, Strauss l'utilisera également dans la musique du ballet La légende de Joseph (1914), dans le poème symphonique Une symphonie alpestre (1915), et dans le Prélude festif (1919). Il sera adopté ensuite dans des œuvres à large palette orchestrale comme Amériques (1918-1921) et Arcana (1925-1927) d'Edgar Varèse.
Parmi les compositeurs anglais du début du XXe siècle, la mode était à l'utilisation d'un certain bass-oboe, par exemple dans la suite orchestrale Les planètes de Gustav Holst (1916) comme dans plusieurs œuvres de Frederick Delius, A Mass of Life (1904-1905), Dance rhapsody n°1 (1908), d'Arnold Bax, Symphony n°1 (1921), d'Havergal Brian, Gothic Symphony (1919-1927) ou l'instrumentation originale de la London symphony (1912-1913) de Ralph Vaughan Williams. 
Le heckelphone a aussi été employé en musique de chambre, un des exemples les plus notables étant le Trio pour heckelphone, alto et piano, op. 47 (1928) de Paul Hindemith.
Récemment, le heckelphone a été utilisé par le compositeur anglais Thomas Adès dans Asyla, une œuvre orchestrale donnée dans le cadre du Festival Présences 2007 à Radio France.

## Heckelphone et hautbois baryton
Le heckelphone était souvent confondu avec le hautbois baryton redessiné par François Lorée en 1889, le terme bass-oboe étant couramment employé pour nommer les deux instruments. Il n'est en effet pas évident dans tous les cas de définir lequel des deux était prévu, les compositeurs eux-mêmes n'ayant pas nécessairement apporté la précision. Cependant, Richard Strauss mentionne les deux instruments dans sa révision de 1904 du Grand traité d'instrumentation et d'orchestration modernes d'Hector Berlioz et, comme Edgard Varèse, spécifie les instruments par leur nom dans ses partitions, évitant ainsi toute ambiguïté.

### Sources
- (en) Cet article est partiellement ou en totalité issu de l’article de Wikipédia en anglais intitulé « Heckelphone » (voir la liste des auteurs).